# お色気番組
お色気番組（おいろけばんぐみ）とは、下ネタや性的な描写いわゆるお色気を扱ったテレビ番組。
ラジオ番組、配信番組、お色気コーナー・濡れ場・サービスカットなどを含む場合もあるが、本項では主にバラエティ番組を中心に記述している。放映される時間帯は、一部はプライムタイム（22時台など。中には昼過ぎに放送されたものもある）以前の時間帯に放送されるケースもあるが、主に深夜番組の枠で放送され、「エロ番組」と表現されることもある。
現在でもお色気番組の制作・放送は可能であり、時代に合わせた表現を用いて継続されている。

## 概要
元々は、終戦後の日本にあった冷戦構造化の軍事・経済の分業体制といった固有の歴史的前提から誕生したテレビ番組のジャンルである（男性優位の世の中だった当時の世相を反映したもの）。地上波における放送基準は1958年に制定され、しばらくラジオとテレビの2本立ての期間が続いていたが、1970年に一本化されて「日本民間放送連盟 放送基準」となった。1969年には現在のBPO（放送倫理・番組向上機構）の前身である「放送番組向上委員会」が設置され、その当時から性を扱う娯楽番組への風当たりは強かった。
1950年代後半、テレビの普及を受けて「低俗番組」批判が起こり、それとともに放送制度の見直し論が広がった。
1960年代初頭に放送されたフジテレビの『ピンクムードショウ』では毎回、ヌードダンサーが出演していたが乳房露出が多かったため、「低俗」・「卑猥だ」といった批判が殺到し、4回目の放送からはヌードは自粛された例がある（後に番組も終了）。他にも日本テレビの『コント55号の裏番組をぶっとばせ!』がゴールデンタイムにお色気要素を持ちこんだことで視聴者からの苦情が相次ぎ、学校などでは生徒が教師から番組を観ないよう注意を受けることもあり、番組は1年間で打ち切られている。
また、お笑い番組『8時だョ!全員集合』は、日本PTA全国協議会が「低俗テレビ番組を野放しにできない」として放送中止をTBSと番組スポンサーに求めてチャンネルの切り替え運動や商品の不買運動までちらつかせ、加藤茶の「ちょっとだけよ〜。あんたも好きねぇ〜」がストリップを連想させるギャグとして槍玉に挙げられた。この頃は1964年東京オリンピックや日本万国博覧会を追い風にカラーテレビの普及に拍車がかかった時期だったこともあり、低俗番組の批判が高まっていた。

### 男性向け深夜番組の全盛
1965年、日本テレビで『11PM』が放送開始。本来、深夜は不毛の時間帯と言われていたが、お色気から硬派な社会問題まで幅広い情報を取り上げ人気を博し、視聴率不毛時間帯の開拓に成功を成し遂げた。
1973年〜1983年にかけてオイルショックが起こり、その影響を受け省エネ対策としてテレビの深夜放送が自粛された。その後、自粛措置が解除された1983年以降、民放各局は一斉に深夜番組を復活させるようになる。
1984年、フジテレビの『オールナイトフジ』が深夜番組としては驚異的な視聴率を獲得し、他局も同様の番組を土曜深夜に放送し、視聴率争いが繰り広げられた。アダルトビデオやインターネットなどが普及していなかった時代において男性視聴者を中心に人気を博した。しかし、これが要因となり、1985年に当時放送中だった日本テレビの『TV海賊チャンネル』・テレビ朝日の『ミッドナイトin六本木』・テレビ東京の『夜はエキサイティング』の3本がスタート当初から各方面の批判の的にもなっていたこともあって放送打ち切りとなり、以後、各局は深夜番組の「脱・お色気」の風潮が高まるようになった。
そのような状況の中で日本テレビの『EXテレビ』では、「地上波から女性の裸が減ってきているのではないか?」という男性視聴者からの苦情電話をきっかけにテレビにおける裸とは、低俗とは何かというテーマで放送コードに挑戦する企画「低俗の限界」を放送。この回は話題を集め好評を得たものの、最終的には不評に終わる結果となった。以後、成人男性視聴者はお色気番組のターゲット層から外れることになり、アダルトビデオ、アニメ、テレビゲーム、パーソナルコンピュータといったオタク・マニアック層が形成される状況となる。

### 女性向け深夜番組の台頭
1980年代後半以降、男女雇用機会均等法や女性の社会進出などの影響もあり、深夜番組のチャンネル権は主に10代後半から30代の女性層が握るようになり、このため民放各局の制作陣たちも女性が強くなった世相にマッチした、成人女性をターゲットとした深夜番組を制作するようになる。
1990年代に入るとヘアが解禁となり、宮沢りえの『Santa Fe』を皮切りにヘアヌードブームが起きた。ブームのピークは1994年でTBS系列で放送されていたバラエティ番組『上岡龍太郎がズバリ!』では当時の女性芸能人のヘアヌード写真集出版ブームがあった影響を受けて「ヘアヌードになりたい人 50人」というテーマが取り上げられたこともある。経済との関係で経済に活気があると人々のエロスへの欲求も高まるという見方があり、1980年代に女性の社会進出が進んだことで自己表現への欲求が高まっていたことも大きく、ヘアヌードがその欲求を実現する手段のひとつになったと言われている。このような時代背景がお色気番組の復活にも関係しているとされる（テレビ番組でヌードを披露したい女性が多かったため、そういった類の番組が制作・放送される事例が一時的に増えた）。
1991年、女性向けのお色気バラエティ番組としてテレビ東京の『ギルガメッシュNIGHT』が放送開始。しばらく休止状態に陥っていた深夜のお色気路線を復活させ（同局としては『夜はエキサイティング』以来、6年ぶりのお色気番組）、人気番組となった。この影響を受けてテレビ東京を含む各局も女性視聴者をターゲットとした「トゥナイト2（テレビ朝日）」、「ロバの耳そうじ（日本テレビ）」、「BiKiNi（テレビ東京）」、「アルテミッシュNIGHT（テレビ東京）」、「ワンダフル（TBS）」、「A女E女（フジテレビ）」といった類似番組を放送するようになったが、事実上、『ギルガメ』の1人勝ち状態であり、他の番組は人気を長く維持できず数年で打ち切られた。 
1990年代は1970年代からの20年周期（または24年周期）だったこともあり、バラエティ番組では「野球拳」が復活した。 
1993年から1996年まで日本テレビでは『コント55号の裏番組をぶっとばせ!』のリメイク番組である「ダウンタウンの裏番組をブッ飛ばせ!!」が放送された。テレビ朝日のお笑い番組『GAHAHA王国』でも野球拳のコーナーがあった。さらにこの野球拳から派生して「卓球拳」というものが誕生し、日本テレビの「ロバの耳そうじ」やフジテレビの「FNS27時間テレビ（1997年度）」で放送されたことがある。1990年代も終盤になると過熱化したヘアヌードの流行も沈静化の方向に向かっていき、最終的には『ギルガメッシュNIGHT』もマンネリ化と共に終了。後述するように深夜のお色気番組の人気も衰えていった。 

#### 地上波でのお色気番組の縮小
放送局別に見るとTBSとフジテレビには歴史的にも放映例が少なく特にNHKは公共放送としての使命上皆無とならざるを得ない。ワイドショー形式の全国ネット番組が特にそうである。若干は存在するが、TBSではこの種の番組を全国ネットしようとすると準キー局・朝日放送（ABC）と毎日放送（MBS）にネット受けを拒否されるケースがあり、実際にそれを理由とした打ち切りも起こるなど他局に比べて短命であった。
レジャー情報・事件、さらには政治・経済等を含む時事問題などをも取り上げ、硬軟・清濁を織り交ぜた番組は1960年代から1990年代こそ多かったが2000年代後半以降では皆無である。1990年代までは男女共に裸も放送されていたものの、2000年代頃からは地上波では水着が限界となっている。女性の場合、その水着でさえも批評を受ける状況にあり、内容の過激さは年々失われている。
このような状況になったのは、様々な理由が挙げられる。
- 1980年代後半から1990年代にかけてテレビゲームやビデオデッキの普及またはレンタルビデオ店の拡大によってそれまで深夜のテレビ番組を好んでいた男性層がアダルトビデオなどのアダルトコンテンツに流れ、お色気番組の視聴率低下・スポンサー減少・マンネリ化が進んだこと。またビデオデッキで番組を録画して視聴した場合も視聴率を下げる原因となった。
- 東京・埼玉連続幼女誘拐殺人事件や神戸連続児童殺傷事件などの少年犯罪が相次いで発生（年間215,629件）し、お色気番組自体が視聴者に直接的な影響を与えているわけではないものの「性的・暴力的な映像が青少年に悪影響を与えるのではないか」として対策を検討された事や未成年の生活習慣などの変化によるもの[15]。
- 1997年にテレビアニメ『新世紀エヴァンゲリオン』がテレビ東京の深夜帯において数度再放送され、深夜帯としては驚異的な数字を叩き出し、大ヒットを記録した。本作品以降も首都圏で深夜を中心にアニメ放送が急増した。このような影響によって「深夜=お色気」→「深夜=アニメ」という時代へシフトしていった。
- 1990年代以降、女性の社会進出が増え、女性優位的な社会となり、テレビも女性向けの番組（F1層など）が増加した。「女性に人気」といった語句を並べて放送したり、スタジオの観覧客をすべて若い女性のみにするなど女性視聴者をターゲットにした番組がゴールデンタイムや深夜番組でも主流になった。このような風潮から、かつてのお色気路線や総合的な芸能番組が好まれなくなり、次第に男性層もテレビから離れる結果となった。
- 1998年からは映画のレイティングシステム（R-15指定、R-18指定、PG-12指定）が導入され、性的描写だけでなく暴力や殺人などの反社会的行為に関する描写も重要な判断要素の1つとされた。

### 2000年代のCS衛星放送
2000年代以降は独立局をはじめとするローカル局やBS、CSで製作・放送される事例が多くなり、地上波での放送が減少した一方でインターネットテレビでの製作は盛んとなる状況が続いた。後半頃からはスカパー!などの衛星放送で、お色気・アダルト内容の番組を扱うチャンネルが新設されており、2010年代以降、そのテイストはCS専門局やウェブ配信番組に移行している。
パラダイステレビの『おっぱい募金（24時間テレビ エロは地球を救う）』は、東京スポーツが公開した動画の再生回数が2本で80万回を突破し、日本のみならずアメリカ・韓国・台湾・フィリピン・シンガポール・カナダ・ロシアなど海外のニュースでも報道された。当初はイベント自体もあまり知名度がなく参加者も多くはなかったが、近年のインターネットのニュースサイト・SNSなどで当企画が取り上げられ、外国人の募金者や成人女性も多く参加するなどイベントへの参加者が急増した。第13回（2015年）では来場者数7175人と過去最多記録を更新した。
BSスカパー!で放送された『徳井義実のチャックおろさせて〜や』はスカパー!加入者限定の特別番組にもかかわらず大人気番組となり、動画共有サービス「YouTube」にも投稿されたことで、スカパーに加入していない視聴者にも好評を得た。この番組の影響で海外のバラエティ番組に招待された出演者もいるなど、2010年代に最も人気を獲得したお色気番組となった。『BAZOOKA!!!』の「おっぱいスペシャル」もレギュラー企画となり人気を集めた。これらの番組も一部アダルトチャンネルを除いて2010年代後半に終了している。
またこの時期にはAV女優のテレビ進出・タレント化もあり、前述の状況と相反し、お色気番組に限らず、AV女優や風俗嬢などが深夜番組に出演するのは珍しいことではなくなっている（例として恵比寿マスカッツ出演の『おねがい!マスカット』シリーズなど）。以後、かつてのようなエロを売りにするだけの番組は好まれなくなり、AV女優をタレントやアイドルとして出演させる番組が増加するようになる。地上波でエロネタ・下ネタが取り上げられる事はほぼ皆無になったが、時代に逆行する形で、TOKYO MXの『5時に夢中!』ではエロネタ・下ネタが取り上げられている。特に月曜と木曜がそうであり、時には批判を浴びることもある。5時に夢中!のプロデューサーである大川貴史は「お色気ネタにも抵抗がない30代主婦をターゲットに番組を制作した」という。

### 配信番組への進出
2010年代後半にはAbemaTVでかつての深夜お色気番組の風合いを持つ『ピーチゃんねる』、『妄想マンデー』が配信開始。これらが終了した2020年代に入ると、アダルトビデオメーカー自らがバラエティ番組を制作する『聖ファレノ女学園』、『カチコチTV』などの番組がYouTubeなどで配信。直接的表現を使わない形でAV女優の知名度上昇や、商品販促の導入口として使用している。

### 現在のお色気番組
この時代は地上波でのお色気番組が復活し、現代に合わせた内容で新たな番組もスタートした。
2009年からテレビ埼玉で放送されている『ビ〜チ9』は、スタートから約15年と現在に至るまで放送が継続されている。
2013年10月からスタートした『ケンコバのバコバコTV』は、2021年4月のリニューアルで『ケンコバのバコバコナイト』へと改名されたが、2024年時点で土曜日時代（サンテレビ土曜深夜アダルトバラエティ枠）の『のりノリ天国』の6年半を超え、11年と歴代で最も長く放送されているお色気番組である。
2022年1月、AV女優が主に所属する芸能事務所「ビースター」が中心となる形でBstar所属女優が週替わりでMCを担当するトークバラエティ番組『ビビッと!TV』がテレ玉で放送開始されたが、同年6月に終了した。
2022年4月、日本テレビ系列で『午前0時の森』が放送開始。本来はバラエティ番組であるが3月21日放送のパイロット版にてグラビアアイドル数名が水着姿で出演し、かつての『EXテレビ（低俗の限界）』を彷彿とさせる内容で話題となった。
2023年4月、『オールナイトフジコ』が放送開始。1991年3月30日に終了した『オールナイトフジ』以来32年ぶりに復活した。
2024年7月、TOKYO MXで『それゆけ!!63エンジェル!!』が放送開始。ROKUSAN ANGELでダンサーを務める27名の女の子らがバラエティ番組に挑戦。笑いありセクシーありの様々な企画にチャレンジする内容となっている。
2024年10月より『ケンコバのバコバコナイト』が関東に進出し、土曜深夜1:30 - 2:25よりテレ玉でも放送開始。これにより、土曜深夜のテレ玉では『ビ〜チ9』と共に2つのお色気バラエティ番組が放送されることになった。

## 海外
海外では性的な内容を含む番組を放送する際には男女共にヌードや性器の露出なども普通に地上波で放映されている。
イギリスでは21時以降であれば状況に応じて映像を処理せず番組を放送することが可能であり、80年代から90年代初頭にはイタリアで『コルポグロッソ』のような成人向け番組が存在し、2000年代にはカナダのインターネットテレビ番組『NAKED NEWS』が話題になった。これらの番組は日本のテレビ番組でも紹介されたことがある。
また海外では「お色気番組」といったジャンル（表現）がないため、通常のバラエティ番組や映画で性的なシーンがあってもポルノ扱いにならないといった事例もある。イギリスで放送されている『ネイキッドアトラクション』は本来、恋愛バラエティ番組としてスタートしたが、初回放送時に全裸の候補者からデート相手を選ぶといった内容にクレームが殺到し物議を晒した。しかし、これに対してイギリスの放送通信庁であるOfcom（日本のBPO（放送倫理・番組向上機構）に当たる存在）では「体の魅力の本質にせまる番組であり、問題はない」という判断で放送が継続された。
日本では主に成人男性をターゲットにしたお色気番組が多かったのに対し、海外では性差別や人種差別などに関しての意識が厳しいため、性別に関係なく全成人に向けて放送されているのが日本とは異なる点である。

### Vチップ
アメリカでは2000年からテレビにVチップの内蔵が義務付けられている。
欧米諸国では「女性の裸や暴力表現に対する規制」が日本より厳しく、テレビに搭載されたVチップによってテレビ番組の暴力シーンや性的シーンを自動的に画面上から消し（映像が自動的に消される）、未成年者による視聴を防ぐ仕組みとなっている。
カナダでは1996年頃から正式にVチップ放送が始まり、韓国は2001年から放送番組レーティング制度が放送法に導入されている。一方で、日本では1995年から1998年の間、少年犯罪の多発をきっかけとして放送番組レーティング制度に関する議論より、行政側によるVチップ導入の議論が進められたが継続審議の後、時期尚早として見送られて以降、未だ導入されていない。

## 放送基準・性表現
1958年（昭和33年）度の日本民間放送連盟による娯楽番組の放送基準は以下の通りである。
1. 不快な感じをいだかせるような下品・卑わいな表現や言葉は使わない。
2. 方言を使うときには、不快な感じを与えないように注意する。
3. 不具・疾病・白病など、肉体的・精神的欠陥に触れなければならないときには同じ欠陥に悩む人々の感情を刺激しないように注意する。
4. 犯罪の手口を明示または詳説するときには、故意に犯罪を魅力的に表現したり、模倣の意欲を起させたりするような描写はしない。
5. 凶器の使用はなるべく少なくし、模倣の動機を与えないようにつとめる。
6. 犯罪容疑者の逮捕、尋問方法及び訴訟の手続きや法廷の描写などは、正しく表現する。
7. 殺人・拷問・暴力・私刑などの残虐行為、その他肉体的・精神的苦痛を誇大または刺激的に表現しない。
8. 婦人および児童の虐待または人身売買を是認するような表現、またはその詳細な描写を避ける。
9. 麻薬及び覚せい剤の使用は、医療および悪癖としての表現以外は避ける。
10. 心中・自殺・その他、人命を軽視する言動を是認するような取り扱いはしない。古典または芸術作品についても慎重を期する。
11. 性犯罪・変態性欲などの取り扱いは避ける。
12. 性心理に関する描写または表現は、性に未成熟な視聴者を考慮して慎重に取り扱う。
13. 扇情的な接吻や抱擁 、暗示的な姿態や身振りは、出来るだけ避ける。
14. 肉体描写、寝室描写など官能的な素材を取り扱うときには、刺激的な表現を避ける。
15. 踊手・俳優その他の出演者の動作・舞踊・姿勢・位置などによって卑わい感を起させないように注意する。
16. 全裸はたとえシルエットでも避ける。
17. 肢体細部の露出または肢体細部をみだりに強調するようなカメラ角度は避ける。
18. 視聴者参加番組については、参加の機会を均等にし、広く視聴者一般に及ぶようにつとめる。
19. 視聴者参加番組の審査は、出演者の技能に応じて公正を期する。
20. 視聴者参加番組は、単に報酬または賞品によって過度に射幸心を刺激することのないように注意する。
21. 視聴者参加番組では、参加者・視聴者に対し、礼を失して不快を感じさせることのないように注意する。
22. 視聴者参加番組の出演児童に対しては、著しく児童にふさわしくないことはさせない。
23. 以上の各項は放送に先立って、参観者に公開する試演・録音・録像の場合にも適用する。
24. 以上の放送基準は映画番組にも適用する。特に児童・少年に対する影響を考慮して、素材の選択、および放送時刻に留意する。
当時は娯楽番組と呼称されており、これらの項目を厳守して番組を制作しなければならないとされていた。
現在の放送基準（11章・性表現）では以下の通りとなっている。
性に関する事柄は、視聴者に困惑・嫌悪の感じを抱かせないように注意する。
性感染症や生理衛生に関する事柄は、医学上、衛生学上、正しい知識に基づいて取り扱わなければならない。
一般作品はもちろんのこと、たとえ芸術作品でも過度に官能的刺激を与えないように注意する。
性的犯罪や変態性欲・性的倒錯を表現する場合は、過度に刺激的であってはならない。
性的少数者を取り上げる場合は、その人権に十分配慮する。
全裸は原則として取り扱わない。肉体の一部を表現する時は、下品・卑わいの感を与えないように特に注意する。
出演者の言葉・動作・姿勢・衣装などによって、卑わいな感じを与えないように注意する。
現在は、公序良俗的な面やスポンサーとの問題など昨今の風潮からドラマや映画作品ではOKだがバラエティ番組ではNGという傾向がある。ただし、これには絶対的な基準はないため、放送される際の判断はテレビ局などによってそれぞれ異なる。
バラエティ
バラエティ番組で女性の裸を放送すると「性を売り物や笑いモノにしている」・「性をふざけて扱っている」といったようにドラマ等に比べて批判の対象になりやすいという実情がある。現在ではインターネット上においてアダルトコンテンツ（女性の裸）が飽和状態となっており、ユーザーは自然とそちらに流れていくため、テレビでのお色気ジャンルにはスポンサーが付かず、収益に繋がらない等の理由もある。また近年では男性の裸も批判される事例が増えている。
ドラマ
ドラマや映画では、芸術性や露出の必然性を認めて物語・ストーリー上の展開として必要といった判断であえて自粛せずヌードシーンがそのまま放送される場合がある。2023年現在でもテレビ東京の『午後のロードショー』や過去の時代劇・映画作品の再放送などでもテレビ局や番組、または放送内容や時間帯によってはあえて隠さないで放送されていることもある。

## クレーム
お色気番組へのコンプライアンスは1960年代頃から郵政省（現：総務省）をはじめ、PTA（日本PTA全国協議会）や国会（衆議院予算委員会）などからも槍玉に上げられるなど問題視されており、青少年不良防止の為の低俗番組追放といった表現の自主規制介入が行われていた。特にPTAは、1960年代〜1980年代頃までは大きな影響力を持っていた。多くの児童・生徒らが就寝しているはずの深夜23時台以後に生放送されていた番組には性風俗を扱う内容が多く、地上波放送は不特定多数の視聴者が視聴できるメディアであり、たとえ子供であっても番組を観てしまう可能性も高いとして「子供らに見せるべき番組ではない」と酷評されていた。また2012年まで行われていた「テレビ番組に関する小中学生と親の意識調査」というアンケートに於いてもお色気番組は子供に見せたくない番組の常に上位にランキングされていた。
現在ではお色気番組だけでなく、通常のバラエティ番組や女性に限らず男性の裸に対しても非難を受ける場合がある。

### 1960年代
1969年、相模原市民会館で日本テレビの『コント55号の裏番組をぶっとばせ!』の収録が行われていた際、教育関係者が野球拳のコーナーを視察し、子供たちもがセリに参加しているのを見て市長にクレームを入れた。以後、市側が会場使用を断った。また放映時に女性タレントの下着を買っている自校生徒を中学校の校長が確認して市側に問題提起した。

### 1970年代
国会では「11PM」や「23時ショー」での"ペチャパイコンクール"、"衝撃!夜の身の上相談"など番組名を挙げて批判が続いた。
1971年、広瀬正雄郵政大臣は放送法の番組準則に「暴力とかあるいはわいせつとかいうことを掲げておきますと、放送事業者の反省がもう少し具体的になってくるのじゃないだろうか」と苛立ちを見せた。
こうした世論の高まりに対してNHKと日本民間放送連盟を母体とした放送番組向上委員会（現：BPO）が各テレビ局に意見提言をしたり、1970年〜1971年にかけては衆議院逓委員会に「放送に関する小委員会」が設置されて審議されるなど、低俗番組の解決は広く議論されることになる。
1972年、『11PM』など夜のポルノ番組の“ お色気路線 ”について衆議院逓信委員会の放送に関する小委員会に放送番組向上委員長ら参考人4名が招致され、議論が行われた。
1975年、当時日本共産党に所属していた政治家の宮本顕治が『11PM』（日本テレビ系列）・『独占!男の時間』（東京12チャンネル）に代表される女性の裸体を売りにした番組が多いという現状に憤り「今の商業テレビ界には女性を軽視した番組、ポルノ番組が満ち溢れている」と批判し、この発言をきっかけにお色気番組追放キャンペーンが展開された。

### 1980年代
1985年、当時内閣総理大臣を務めていた中曽根康弘首相が性風俗店の摘発やお色気番組の規制に力を入れた。
中曽根首相は、国会答弁で「まず当面は、郵政省が監督権を持っておるわけでございますから、郵政省の側においてよく民放の諸君とも話をしてもらって、そしていやが上にも自粛してもらうし、その実を上げてもらう。郵政省としてはそれをよくチェックして見て、そして繰り返さないようにこれに警告を発するなり、しかるべき措置をやらしたいと思います」と述べ、その後のお色気番組の自粛の遠因になった。

### 1990年代
1990年、日本テレビで放送されていた深夜番組『EXテレビ』の火曜日の実験企画として放送した「低俗の限界」が高視聴率を獲得した一方で250本を超える苦情電話が殺到する事態となり、物議を醸した。
1993年、フジテレビで放送中だった『殿様のフェロモン』の人気コーナー・快感!ハケ水車が回っているのは誰だ?クイズに対して「下品・低俗・不純・公序良俗に反する」などといった批判が殺到し、物議を晒した。その後、番組自体も5ヶ月程で終了している。
1994年、フジテレビの深夜番組枠JOCX-TV2で放送された『Mars TV』のストリップコーナーに苦情が相次ぎ、番組は打ち切りとなった。
1996年、日本テレビで放送されていた『ロバの耳そうじ』において、放送開始当初から低俗番組のレッテルを貼られ、日本PTA全国協議会からは常に「超ワースト番組」と批判を受けていたが、当時日本テレビの社長だった氏家齊一郎が日本民間放送連盟の会長も兼務していたため、同年3月をもって番組は終了した。
1997年に放送がスタートしたフジテレビの深夜番組『A女E女』の番組内容が俗悪番組とのレッテルを貼られ、「あまりにも低俗すぎる」との批判を浴びたため、番組は5ヶ月という短命に終わった。
1998年、テレビ東京の『ギルガメッシュないと』において同年1月に放送された番組内容に対して視聴者から｢お色気番組として笑って見過ごすことができない｣との苦情が寄せられた。テレビ東京の放送番組審議会で審議された結果、同年3月をもって番組は終了した（その後、当番組は同年4月からアルテミッシュNIGHTとして復活し、2000年まで放送された）。

### 2000年代
2000年、テレビ朝日で放送されていたネプチューン司会の深夜番組『おネプ!』の人気コーナーだった「祈願成就!出張ネプ投げ」の内容について、放送と青少年に関する委員会（現：BPO）から「カメラアングルがのぞきを肯定しているかのようだ」との指摘を受けた。また、このコーナーは主に若い女性を対象としていて女性たちの肌や下着が高確率で見えてしまうため、当初から問題になっていた。これに対して局側は当初、「制作側としては、このコーナーはネプチューンと自らの意思で出場する素人との共演コーナーであり、そういう意味において、これが女性蔑視、セクハラにつながるとは考えておりません。」と回答していたが、最終的にコーナーは打ち切りを余儀なくされた。
2009年、サンテレビで放送されていた『今夜もハッスル』が青少年委員会から「あまりにも低俗すぎる」という厳しい意見が相次いだため、放送倫理・番組向上機構（BPO）が質問状を送った。指摘を受けたサンテレビ側は「外部制作番組とはいえ、社内のチェック体制が甘かったこと、また、番組に関わるスタッフの放送基準に対する意識不足が、結果的に番組の表現・演出をエスカレートさせ、視聴者の苦情・批判を受けることとなってしまいました」と行き過ぎが多いと判断したため、番組の打ち切りが決定した。以後、同枠は金曜深夜に移動し、サンテレビが制作に関与しない体制となったうえで復活している（現在はケンコバのバコバコナイトが放送されている）。

### 2010年代
2016年、TBSで放送された『オール芸人お笑い謝肉祭‘16秋』の放送内容について視聴者から「男性が男性の股間を無理やり触る行為などがあった。内容が下品。子供に説明できないような番組はやめてほしい」「浜辺で芸人がローション階段を全裸や下半身露出で滑り落ちるシーンが放送された。裸になれば笑いがとれるという低俗な発想が許しがたい」などの意見が寄せられた。

### 2020年代
2022年、本来はお色気番組ではないが日本テレビ『午前0時の森』のパイロット版の放送内容において「スタジオに水着姿の女性を並べて品定め」、「さまざまなハラスメントがあった非常に不快な内容」といった苦情が多く寄せられた。この事態を受け、生放送でのレギュラー放送スタートが見送られた。

## 代表的なお色気番組

### 日本
一般的に有名な番組を中心に記載。

#### 1960年代
- 11PM（日本テレビ系列）
- コント55号の裏番組をぶっとばせ!（日本テレビ系列）

#### 1970年代
- 23時ショー（NETテレビ系列ほか）
- 独占!男の時間（東京12チャンネル）
- 独占!おとなの時間（東京12チャンネル）

#### 1980年代
- トゥナイト（テレビ朝日系列）
- ミッドナイトin六本木（テレビ朝日）[48]
- TV海賊チャンネル（日本テレビ系列）[48]
- スーパージョッキー（日本テレビ系列）[49]
- オールナイトフジ（フジテレビ系列）
- 土曜深夜アダルトバラエティ枠（サンテレビほか独立UHF局）

#### 1990年代
- トゥナイト2（テレビ朝日系列）
- ギルガメッシュないと（テレビ東京系列）[49]
- 殿様のフェロモン（フジテレビ）[50]
- ロバの耳そうじ（日本テレビ）
- A女E女（フジテレビ系列）[50]
- 平成女学園（テレビ東京系列）
- おネプ!（テレビ朝日系列）

#### 2000年代
- パラダイステレビ（CSアダルトチャンネル）
- Neo Happy系教育テレビ（テレビ大阪）
- 淀川★キャデラック（テレビ大阪）
- 夜美女（サンテレビ）
- 今夜もハッスル（サンテレビ）
- ビートたけしの絶対見ちゃいけないTV（TBS系列）
- ビ〜チ9（テレ玉）

#### 2010年代
- 徳井義実のチャックおろさせて〜や（BSスカパー!）
- ケンコバのバコバコテレビ（サンテレビ）
- Midnight女子会Z（BSスカパー!）
- 土曜の夜は尻上がり!「ピーチゃんねる」（AbemaTV）
- 男のザップ 生イキ! ジャンポケクルーズ（BSスカパー!）
- 妄想マンデー（AbemaTV）[51]
- DTテレビ（AbemaTV）
- もう!バカリズムさんのH! → もう!バカリズムさんのドH!（NOTTV） → もう!バカリズムさんの超H!（フジテレビONE）
- 桃色ゲームチャンネル（AbemaTV）
- チャンスの時間（AbemaTV） コーナーにより下ネタ色がある

#### 2020年代
- オールナイトフジコ（フジテレビ）
- 聖ファレノ女学院（YouTube）
- カチコチTV（FANZA見放題ch→FANZA TV）
- ケンコバのバコバコナイト（サンテレビほか独立UHF局） ※改名&リニューアル
- グラパー!ボクとおやすみ前のグラドルたち（BSスカパー!）
- どぶろっくと山岸逢花の ＃やらかしジャッジメント（CS・刺激ストロングチャンネル）
- ビビッと!TV（テレビ埼玉）
- それゆけ!!63エンジェル!!（TOKYO MX）

### 海外
- ねむれナイト コルポグロッソ

## その他
- テレビ東京系列で放送されていた『マスカットシリーズ』はAV女優・グラビアアイドルなどが出演しているのもあってお色気番組と誤解される事があるが、実際は「『夕やけニャンニャン』の深夜版」として企画された[52]通常のバラエティ番組であり、恵比寿マスカッツ自体もアイドルとして売り出されたため事実上、アイドルの冠番組といった感覚に近い。
- お色気番組が自粛された要因の1つにAV女優のタレント化が挙げられる。従来型のセクシーさで地上波進出しなくてもタレント・ファッション・モデル・アイドル・海外進出など他の活動での人気と活躍が出来ていれば売り上げに貢献できるため、コンプライアンスや肖像権などの観点で難しいとされているお色気番組を制作する必要はないのではないかとされている。
- お色気バラエティ番組を放送する際、キャスティングされるのは主にAV女優やグラビアアイドルといったセクシータレントである。特にAV女優の場合は、入れ替わりが激しい業界であるため、番組出演時は現役でも番組終了時には引退しているというケースも多い。そのため、当時の出演者に連絡が取れない場合や個人情報などの関係で番組の二次利用・再放送が不可能となってしまうことがある。